# Billitonkade (Utrecht)
De Billitonkade is een straat/kade in de wijk Lombok in de Nederlandse stad Utrecht. De kade grenst aan de Oude Rijn en het Merwedekanaal.
De kade loopt van het Muntplein en de Koninklijke Nederlandse Munt naar de Vleutenseweg. Halverwege de Billitonkade verbindt de Ouderijnbrug de bekende Kanaalstraat en de Laan van Nieuw Guinea.
Van 1919 tot eind 1936 reed lijn 4 van de Gemeentetram Utrecht over de Billitonkade. Aan het begin van de straat staat nog een tramhuisje. Aan de Billitonkade 45 zat vroeger ook een Hervormde kleuterschool.

## Trivia
Op de Bilitonkade 26-29 zat vroeger een kolenhandel Herremans die er zelf boven woonde (1900). Hij verkocht het geheel aan de fam. NG van Woudenberg die er vervolgens een pompstation van maakte en werd er een grote tank in de grond geplaatst. Later begon NG van Woudenberg hier een garagebedrijf en nog weer later werd hij de dealer van Lada. Daarna deed hij dit weer van de hand en begon een fietsenzaak. Nu dient het als kinderdagverblijf wat in 2009 opende.

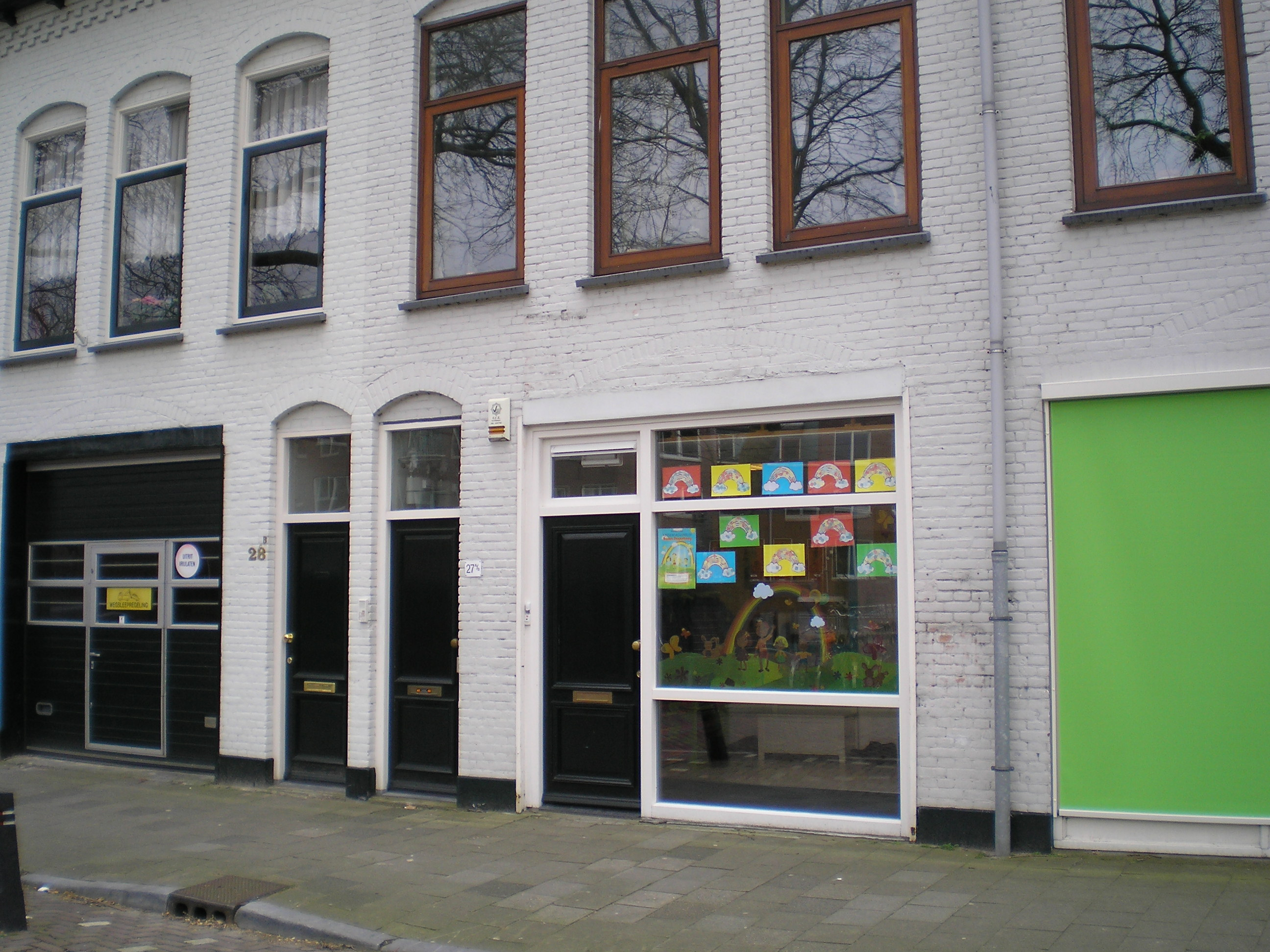
Billitonkade 26-29 met voormalige Lada dealer
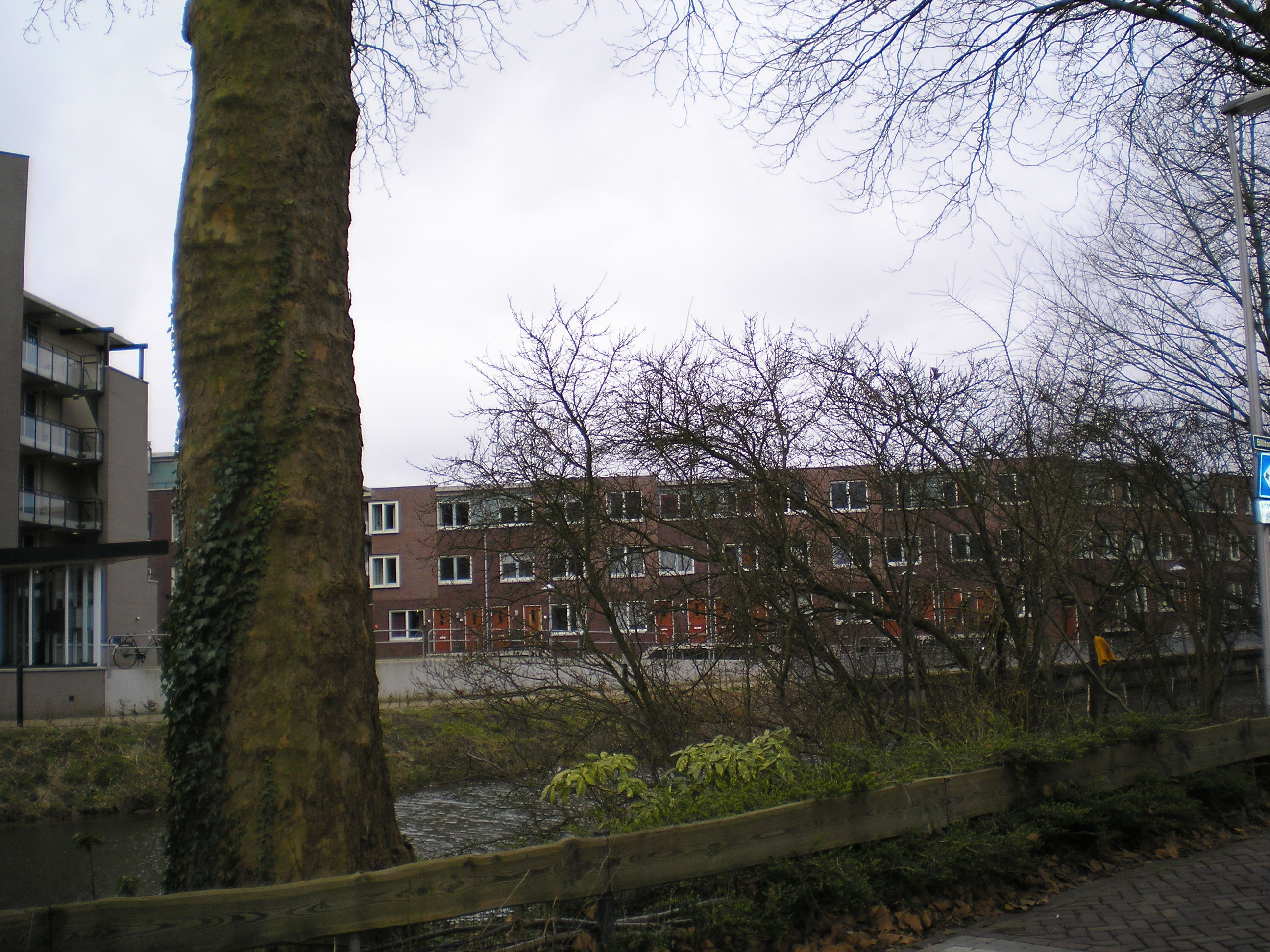
Oude Rijn bij de Billitonkade met aan de overkant nieuwe huizen waar vroeger roeivereniging Viking[5] zat, alsook een oud ijzerhandelaar en autodealer Pordon.

Billitonkade ·
Damstraat ·
Jan Pieterszoon Coenstraat ·
Kanaalstraat ·
Leidsekade ·
Westplein